# Seznam slovenskih obrambnih, vojaških, letalskih in pomorskih atašejev
Zaradi majhnosti Slovenske vojske imamo v državi gostiteljici akreditiranega le enega atašeja, ki pokriva dela obrambnega, vojaškega, letalskega in pomorskega atašeja. Po navadi je ataše akreditiran tudi za sosednje države.

## Avstrija
- polkovnik Zvonko Knaflič

## Bosna in Hercegovina
- polkovnik Anton Tunja (2007 – 2011)

## Črna Gora
- polkovnik Ivan Turnšek (2023 – )

## Francija,Belgija,Nizozemska,Luksemburg,Portugalska
- polkovnik Edmond Šarani (1. julij 2003 - )
- brigadir Marjan Mahnič (1999 - 1. julij 2003)

## Hrvaška,Romunija
- polkovnik Zlatko Vehovar (marec 1997 - april 2001)
- polkovnik Bogdan Koprivnikar

## Italija
- brigadir Fedja Vraničar (februar 1998 - 1. maj 2002)
- polkovnik magister Mitja Miklavec (1. maj 2002 - )

## Madžarska
- polkovnik Bojan Potočnik (januar 1999 - 2004)
- polkovnik Ljubomir Dražnik (od leta 2004 - )

## Ruska federacija
- polkovnik Tomaž Okršlar (1. september 2018 - september 2022)
- polkovnik Lovro Novinšek (1. marec 2002 - )

## Srbija,Severna MakedonijainRomunija
- polkovnik Franc Ošljak (2004 - 2009)
- polkovnik Bojan Končan (2009 - January 2012)
- polkovnik Anton Tunja (Januar 2012 – Junij 2014)

## Združeno kraljestvo Velike Britanije in Severne Irske,Republika Irska,Norveška
- polkovnik Tomaž Okršlar (2005 - 2009)
- polkovnik magister Franc Željko Županič (2000 - 2005)

## Združene države Amerike,Kanada,Argentina
- brigadir Janez Kavar (avgust 1999 - 2003)
- polkovnik magister Mitja Miklavec (1995 - 1999)
- polkovnik magister Andrej Lipar (2003 - 2009)

major Srečko Matovič, marec 2004 do avgust 2008, vojaški, pomorski in letalski ataše in obenem pomočnik obrambnega atašeja za ZDA ter nerezidenčno še za Kanado in Argentino.

## Zvezna republikaNemčija
- polkovnik Ladislav Graber (april 2002 - )
- brigadir Martin Burjan (? - april 2002)